# هيلاري روز
هيلاري روز (بالإنجليزية: Hilary Rose)‏ هي لاعب هوكي الحقل بريطانية، ولدت في 9 يوليو 1971.

## وصلات خارجية
- هيلاري روز على موقع أوليمبيديا (الإنجليزية)
- هيلاري روز على موقع اللجنة الأولمبية البريطانية (الإنجليزية)